# 소륜
소륜(蕭綸, 507년? ~ 551년)은 중국 남북조 시대 양나라의 황족이다. 자는 세조(世調)이고 소자(小字)는 육진(六眞)이다. 양 무제의 여섯째 아들이다.

## 생애
박학했고 글을 잘 지었다. 514년 음력 7월 29일에 소릉군왕(邵陵郡王)에 봉해졌고 영원장군(寧遠將軍)을 맡았다. 이후에 강주자사(江州刺史)를 맡았다.
525년에 소륜이 섭남서주사(攝南徐州事)를 맡았는데, 주에 있는 동안 기뻐함과 화를 냄이 일정하지 않았으며 불법을 자행했다. 어느 날엔 시장과 마을에 놀러 나갔다가 생선 파는 사람에게 자사는 어떠하냐고 물었다. 그러자 대답하기를 조급하고 포학하다고 하였다. 소륜이 화가 나서 그에게 생선을 삼키도록 하여 죽게 하니, 백성들이 두렵고 놀라워서 도로에서 눈짓만 할 뿐이었다. 또한 일찍이 상여를 만나자 효자의 상복을 빼앗아 입고 엎드려 기면서 소리 높여 울었다. 수발관은 죄를 받을까 두려워서 은밀히 무제에게 보고했다. 무제가 비로소 소륜을 엄하게 꾸짖었으나 고칠 수 없어서 이에 임시로 대리인을 파견했다.
소륜의 패역하고 오만함은 더욱 심하였고, 마침내 무제와 비슷한 작고 바짝 마른 한 노인을 찾아가지고 곤룡포와 면류관을 입히고 씌워서 높은 자리에 안치하고 조현하며 무제라고 생각하고 스스로 무죄라고 진술했다. 그런 다음에 그에게 자기 자리 있는 곳으로 오게 했는데 갑자기 그의 의복을 찢고서 마당에서 그에게 매질을 했다. 또한 새 관을 만들어 사마 최회의(崔會意)를 넣어 두고 상여과 만가(挽歌)를 가지고 상여를 떠나보내는 모양을 하였으며 한 노파를 시켜 수레에 올라가서 슬프게 통곡하게 했다. 최회의는 견딜 수가 없어서 경무장한 말을 타고 수도로 돌아가서 이를 보고했다. 무제는 소륜이 재빨리 도망갈 것을 우려하여 금병을 시켜 소륜을 체포한 뒤 장차 옥에서 죽게 하려고 했는데, 황태자 소통이 눈물을 흘리며 굳게 간청하여 죽음을 면할 수 있었다. 결국 음력 12월 18일에 무제가 소륜을 관직에서 파면시키고 작위와 봉토를 삭탈했다. 그러나 이후에 다시 모두 회복시켜주고 서중랑장(西中郞將)과 남연주(南兗州)자사로 삼았다.
526년 음력 4월 17일에 양주(揚州)자사였던 소굉이 죽자 무제는 소륜에게 남연주자사 대신 양주자사로 삼았다.
532년 음력 2월 어느 날에 소륜이 사람을 보내서 사장에 가서 무늬가 있는 비단과 면포 수백 필을 외상으로 사도록 하자, 시장에 있는 사람들이 모두 가게를 닫고 나오지 않았다. 소부승(少府丞) 하지통(何智通)이 사실에 의거하여 상주문으로 보고했다. 소륜은 무제에게 질책을 당하고 집으로 돌려보내졌으나 마침내 방합(防閤) 대자고(戴子高) 등을 보내서 도시의 거리에서 삭(槊, 길이가 1장 8척인 긴 창)으로 하지통을 난자했는데 창날이 등을 뚫고 나왔다. 하지통은 소륜의 신하인 대자고라는 것을 알아차리고 피를 받아서 손가락으로 수레의 벽면에다 '소릉(邵陵)'이라고 쓰고 죽었다. 마침내 이로 인하여 일이 발각되었으며 음력 2월 15일에 소륜이 연루되어 파면되고 폐서인되었으며 집에 자물쇠로 감금되었으나 20일이 지나자 자물쇠가 벗겨지고 얼마 후 봉작이 복구되었다.
무제의 나이가 높았으므로 여러 아들들이 마음속으로 서로 낮추려고 하지 않자 무제는 546년 음력 7월에 소륜을 단양윤(丹陽尹)으로 삼고 소역을 강주(江州)에 있게 하며 소기를 익주(益州)에 있게 했지만 모두 권력이 인주(人主)와 같았다. 황태자 소강은 이를 싫어하여 항상 정예병을 뽑아 동궁을 지키게 했다. 음력 8월에 무제가 소륜을 남서주(南徐州)자사로 삼고 그 치소인 경구(京口)로 보냈다.
548년에 후경의 난이 일어나자 소륜은 군사를 이끌고 가다가 종리(鍾離)에 이르렀으며, 후경이 이미 채석(采石)을 건넜다는 소식을 듣고서 주야로 두 배의 속도로 길을 달려 군대를 돌려서 건강에 들어가 구원했는데, 장강을 건널 때 중간에서 바람이 일어나 사람과 말 중 물에 빠진 것이 열에 하나둘이었다. 마침내 둘째 아들인 소확과 소강의 아들인 소대춘 등 여러 제후들을 보내어 보병과 기병 3만이 경구로부터 서쪽으로 올라갔다. 그러자 후경이 군사를 파견하여 강승(江乘)에서 소륜의 군사를 막게 했다. 조백초(趙伯超)가 황성(黃城)대로를 따라가 적을 만나지 말고 지름길로 종산(鍾山)을 향하여 돌연히 광막문(廣莫門)을 점거하여 건강의 포위를 풀자고 하니 소륜이 이를 좇았는데, 야간에 행군하다가 길을 잃어서 20여 리를 돌아서 음력 12월 23일 아침에 장산(蔣山, 종산)에 군영을 마련했다. 후경이 그것을 보고 크게 놀라서 석두(石頭)에서 약탈한 부녀와 재화를 다 배에 싣고서 달아나려고 했고, 군사를 세 길로 나누어 소륜을 공격했는데 소륜이 싸워서 이를 다 격파했다. 이때 산꼭대기는 춥고 눈이 와서 마침내 군사를 이끌고 애경사(愛敬寺)로 내려왔다. 후경은 건강 북부의 복주산(覆舟山) 북쪽에 군사를 늘어놓았는데 28일에 소륜이 군사를 현무호(玄武湖) 옆으로 전진시키고 후경과 대진했으나 싸우지 않았다. 저녁이 되자 후경이 다음날에 싸우기로 약속하니 소륜이 이를 허락했다. 소륜의 군중에 있던 안남후(安南侯) 소준(蕭駿)은 후경의 군사가 물러나는 것 보고 달아나는 것으로 여기고 즉시 장대한 무사들과 더불어 그들을 쫓았는데, 후경이 군사를 돌이켜 반격하자 소준은 패하여 달아나고 소륜의 군사가 있는 곳으로 향했다. 조백초가 멀리서 보고 역시 군사를 이끌고 달아나니 후경은 승세를 타고 쫓아가 이들을 공격하여 여러 군사는 모두 무너졌다. 소륜이 나머지 군사를 모으니 천 명 가까이 되자 천보사(天保寺)에 들어갔는데 후경이 그를 쫓아가서 절을 불태웠다. 이에 소륜은 주방(朱方)으로 달아나는데 병사들은 얼음과 눈을 밟았고 때때로 동상 때문에 발을 절단했다. 이후에 소륜은 다시 경구로 퇴각했다. 후경은 소륜의 치중을 다 거두고 소대춘 등 여러 제후들 중 일부를 잡아갔다. 29일에 후경이 붙잡은 소륜이 거느렸던 군사의 수급과 포로 그리고 갑옷과 병장기 및 소대춘 등을 성 아래에 늘어놓고 말을 시켜서 소륜은 이미 난군에게 피살되었다고 하게 했다.
549년에 소륜이 다시 흩어진 병사를 거두어 동양주(東揚州)자사인 소대련과 소대성 등과 더불어 동쪽 길에서 모두 도착했는데, 음력 1월 4일에 항(桁)의 남쪽에 병영을 늘어놓고 류중례(柳仲禮)를 대도독으로 추대했다. 류중례는 정신과 성정이 오만하고 삐뚤어져서 제장들을 업신여기고 멸시했는데, 소륜이 최고 상관을 접견할 때 취하는 예의로 매일 채찍을 쥐고서 군문에 도착했으나 역시 시간을 옮기고 보이지 않아서 이로 말미암아 소륜과 소대련과는 서로 깊은 원한을 갖게 되었다. 소대련은 또 소확과 틈이 있었고 여러 군사들이 서로 시기하고 저지하니 전투할 마음을 갖고 있지 않았다. 원군이 처음에 도착하자 건강의 사인(士人)과 백성은 노인을 부축하고 어린이를 이끌고서 그들을 기다렸으나 겨우 회하를 지나자 곧 군사를 풀어서 협박하고 약탈했다. 이로 말미암아 사인과 백성들은 실망하였고 후경의 무리 안에서 관군에 호응하려고 꾀하던 사람이 있었으나 그 소식을 듣고서 역시 멈췄다.
음력 2월 15일에 무제가 소륜을 사공(司空)으로 삼았다. 당시 후경은 조정과 강화하려고 했는데, 16일에 후경이 무제에게 계문을 올려서 소륜의 원군이 남쪽 언덕에 있는 것을 핑계로 경구에서 장강을 건너야겠다고 했다. 24일에 후경이 또 계문을 올려서 소확 등이 끝내는 자신을 깨뜨려야겠다고 하니 그들을 들여보낼 것을 청했고 무제는 소확 등을 불러들였다. 소확이 다른 사람은 궁성에 들여보내고 이어서 자신은 남쪽으로 달아나려고 하니 소륜이 울면서 소확에게 말하여 들어가게 하려고 했는데, 소확이 여전히 굳게 거부하자 크게 노하여 조백초를 시켜 소확을 참수하고 그 머리를 가지고 대신 들어가라고 하자 소확이 마침내 울면서 성 안으로 들어갔다.
이후에 후경이 물러가겠다는 약속을 어겼으나 무리의 마음은 아직도 외부에서 원조해주기를 바랐다. 류중례는 오직 기생첩을 모으고 솔을 놓고 즐겼으며 장수들이 매일 가서 싸울 것을 청했으나 허락하지 않았다. 안남후 소준이 소륜에게 유세하여 군대를 세 길로 나누어 적들이 생각하지 못한 곳으로 나아가서 공격할 것을 청했으나 따르지 않았다. 또한 류중례의 아버지 류진(柳津)이 성에 올라 류중례를 책망하는 말을 했지만 류중례 역시 마음에 두지 않았다. 무제가 류진에게 계책을 물으니, 대답하기를 폐하에겐 소릉왕이 있고 신하로는 류중례가 있지만 충성과 효도를 하지 않으니 도적이 어찌 평정되겠느냐고 했다. 12일에 마침내 건강성이 함락되었고 14일에 후경이 소대관을 파견하여 조서를 내려 밖의 원군을 해산하도록 했다. 류중례가 장수들과 이를 의논하니 소륜이 오늘의 명령은 장군에게 맡긴다고 했다. 결국 군사들은 각기 자기가 온 방향으로 흩어졌다. 소륜은 회계(會稽)로 달아났고 류중례 등은 진영을 열고 항복하였으며 성 안에 들어갔다.
무제가 죽은 뒤 후경은 소확의 용맹을 아껴 항상 좌우에 두었고 음력 6월에 소륜이 몰래 사람을 보내 그를 불렀는데 대답하기를 기회를 얻어 후경을 죽이려고 하니 걱정하지 말라고 했다. 그러나 소확은 후경과 함께 사냥을 나갔을 때 활을 당겨 후경을 죽이려고 했지만 줄이 끊어져 불발했고 후경이 알아채고 그를 죽였다. 이후 후경의 무리 중 하나인 사도(司徒) 송자선(宋子仙)이 남은 정부군의 잔당을 토멸하기 위해서 먼저 소륜을 노리고 진군했는데 음력 11월에 앞서 전당(錢塘)을 패배시키고 절강(浙江)을 건너 회계에 이르렀다. 소륜은 전당이 이미 패했다는 소식을 듣고 나와서 파양(鄱陽)으로 달아났는데 파양의 내사 개건후(開建侯) 소번(蕭蕃)이 군사로 그를 막자 소륜이 나아가서 그를 쳐서 격파했다.
550년 음력 1월 20일에 소륜이 강하(江夏)에 도착하니 영주(郢州)자사 남평왕(南平王) 소각(蕭恪)이 교외까지 영접하며 영주를 소륜에게 양보했지만 소륜이 받지 않았다. 소각이 마침내 소륜을 추천하여 가황월(假黃鉞), 도독중외제군사(都督中外諸軍事)로 하고 승제(承制)하여 백관을 두었다. 음력 4월에 소륜이 영주에 있으면서 청사(廳舍)를 정양전(正陽殿)이라고 하고 안팎에 있는 재합(齋閤)에 모두 명칭을 달았다. 소륜의 부하가 군부(軍府)를 업신여기고 포학한 짓을 하자 영주의 장수들과 병사 중 원망하지 않는 사람이 없었다. 자의참군(諮議參軍) 강중거(江仲擧)는 남평왕 소각의 모주(謀主)였는데 소각에게 유세하여 소륜을 도모하자고 하자 소각이 놀라서 말했다.
| “ | 만약 내가 소릉(邵陵, 소륜)을 죽이면 한 진(鎭)을 안정시킬 것이고 형주와 익주의 형제들도 반드시 모두 속으로는 기뻐할 것이지만, 해내가 만약에 평정된다면 대의를 가지고서 나를 질책할 것이오. 또 아직 큰 역적이 효수되지 않았는데, 골육상잔은 스스로 망하는 길이오. 경 또한 이를 중지하시오. | ” |

강중거가 따르지 않고 제장들을 부대로 나누고 날을 정하여 곧 출발하려고 했지만 모의가 누설되어 소륜이 그를 눌러 죽였다. 소각이 낭패하여 가서 사과하니 소륜이 말했다.
| “ | 소인들이 한 것이지 형에게서 비롯된 것이 아닙니다. 흉악한 무리가 이미 죽었으니 형님은 깊이 걱정하지 마십시오! | ” |

이후 음력 7월에 소륜이 후경의 무리 중 하나인 임약(任約)이 장차 군사를 이끌고 도착할 것이라는 소식을 듣고서 사마 장사안(蔣思安)을 시켜 정예병 5천을 이끌고 그를 기습하니 임약의 군사는 무너졌는데, 이후 장사안이 다시 대비를 하지 않아서 임약이 군사를 거두어 기습하자 장사안은 패하여 달아났다.
이후에 형주자사 소역이 조카인 강주자사 하동왕 소예를 공격하자 소륜은 소예의 동생인 옹주자사 악양왕 소찰과 함께 소역에게 사자를 보내 설득하고 소예를 지원해 소역을 공격했다. 그러자 소역은 소예가 죽으면 다음은 소륜이라는 뉘앙스의 편지로 회답했고, 결국 소예가 살해되고 소역이 강주를 얻게 되자 그 힘에 밀린 소찰은 임지인 양양을 가지고 서위에 투항했으며 소륜도 군사를 거두어 임지로 다시 돌아갔다. 소역은 소륜이 여전히 강성하다는 소식을 듣고 꺼려하여 장수와 군대를 보내 위협했다. 마침 후경도 군사를 이끌고 소륜을 공격하여 마침내 전투에서 패하고 자기 옛 부하인 이소(李素)가 지키고 있던 여남(汝南)으로 달아났다. 그런데 마침 서위에서 연이어 공격해와 대패하고 성이 함락되었으나 굽히지 않다가 살해되었고 시신이 강기슭에 버려졌다. 조카인 악양왕 소찰이 거두어서 장사지냈고, 마침 칭제(稱制)하고 있던 소역은 이 소식을 듣고 소륜을 소릉휴왕(邵陵携王)으로 추시했다.
555년에 소찰이 황제로 즉위한 뒤 소륜에게 태재(太宰)를 추증했고 원래 시호와는 달리 따로 소릉장무왕(邵陵壯武王)으로 추시했다.

## 가족

### 부모

#### 아버지
- 소연

#### 어머니
- 충화(充華) 정씨(丁氏)

### 형제

#### 형
1. 소통
2. 소종
3. 소강
4. 소적
5. 소속

#### 동생
1. 소역
2. 소기

### 남매
1. 소옥요
2. 소옥완
3. 소옥현
4. 소옥지
5. 부양도공주
6. 소옥령

### 자녀

#### 아들
1. 소견
2. 소확
3. 소지